# アントワーヌ・コンテ
アントワーヌ・コンテ（Antoine Conte、1994年1月29日 - ）は、フランス・パリ出身のギニア代表プロサッカー選手。CSウニヴェルシタテア・クラヨーヴァ所属。ポジションはDF。

## 経歴

### クラブ
パリ・サンジェルマンFCのアカデミー出身。2013年2月1日、リーグ・アンのトゥールーズFC戦でママドゥ・サコとの交代で76分から途中出場しトップチームデビュー。リーグ戦における出場記録はこれが最初で最後になった。
その後、レンタルを経てスタッド・ランスに完全移籍。
2017年1月31日、買い取りオプション付きのレンタルでベイタル・エルサレムFCに移籍。シーズン終了後、オプションが行使され3年契約を結んだ。

### 代表
年代別のフランス代表歴がある。
2022年3月25日、南アフリカ代表との親善試合でギニア代表として初出場。

## 私生活
2016年12月8日、ガールフレンドをバットで暴行し、さらに止めに入った19歳の少年にも大けがを負わせたとして警察に逮捕された。